# Texas Terrors
Pour plus de détails, voir Fiche technique et Distribution.
Texas Terrors est un film américain réalisé par George Sherman, sorti en 1940.

## Fiche technique
- Titre : Texas Terrors
- Réalisation : George Sherman
- Scénario : Doris Schroeder et Anthony Coldeway
- Photographie : John MacBurnie
- Montage : Tony Martinelli
- Pays de production : États-Unis
- Format : Noir et blanc - 1,37:1
- Genre : western
- Durée : 57 minutes
- Date de sortie : 1940

## Distribution
- Donald Barry : Bob Millbourne alias Robert Mills
- Julie Duncan (en) : Jane Bennett
- Arthur Loft : Olin Blake
- Al St. John : Frosty Larson
- Eddy Waller : Juge Charles Bennett
- William Ruhl : Ashley
- Ann Pennington : Danseuse
- Sammy McKim : Bob enfant
- Reed Howes : Ed
- Robert Fiske (en) : Barker
- Fred Toones : Snowflake